# Хуанхуи (район)
Район Хуанхуи (исп. Distrito de Juanjuí) — один из пяти районов, входящих в состав провинции Марискаль-Касерес региона Сан-Мартин. Административный центр провинции — город Хуанхуи.
Население района — 26 126 человек (2005).
Состав населения:
женщины: 48,72 %
мужчины: 51,28 %
городское население: 88,71 %
сельское население:11,29 %.